# Lamong (plaats)
Lamong is een bestuurslaag in het regentschap Kediri van de provincie Oost-Java, Indonesië. Lamong telt 4494 inwoners (volkstelling 2010).